# Isabel de Mallorca
Isabel I de Mallorca (1337-1404), Infanta de Mallorca y reina titular de Mallorca, condesa nominal del Rosellón y de la Cerdaña (1375-1404). Hija del rey Jaime III de Mallorca y su primera esposa, Constanza de Aragón.

## Biografía
Al morir su hermano, el rey Jaime IV de Mallorca fue designada reina del reino de Mallorca, pero no llegó a tomar posesión del cargo por la usurpación al trono por su tío Pedro el Ceremonioso en 1349 y que en 1375 aún seguía como monarca.
Isabel de Mallorca murió en 1404, aunque según últimas investigaciones, pudiera haber muerto entre 1406 y 1407, o en París o en su castillo de Gallargues, al sur de Francia.

## Matrimonios y descendencia
El 4 de septiembre de 1358 se casó en Montpellier con Juan II de Montferrato, marqués de Montferrato. De este matrimonio nacieron:
- Otón III de Montferrato (1358 - 1378)
- Juan III de Montferrato (1360 - 1381)
- Teodoro II de Montferrato (1364 - 1418)
- Guillermo de Montferrato (1365 - 1400)
- Margarita de Montferrato (1364 - 1420), casada en 1375 con Pedro II de Urgel.

En 1375 se volvió a casar con Konrad de Reichach zu Jungnau, con quien tuvo un hijo llamado Miguel, el cual no quiso tener parte en la herencia por Mallorca.
| Predecesor: Jaime IV | Pretendiente al trono de Mallorca 1375-1404 | Sucesor: Pedro el Ceremonioso |

- Datos: Q2467970
- Multimedia: Isabella I of Majorca / Q2467970